# Балкано-дунайская культура
Балкано-дунайская культура (культура I Болгарского царства, культура Дриду и др. названия) — археологическая культура, сложившаяся на территории северной Болгарии, Добруджи и на левобережье Дуная (в Мунтении). Датируется VIII — началом XI века. В период расцвета она охватывала обширные районы между Балканами, Карпатами, Сербской Моравой, Тисой и Чёрным морем. В составе балкано-дунайской культуры выделяется несколько локальных вариантов. Терминология, отражающая особенности и хронологию развития этой культуры, остаётся предметом дискуссий. Некоторые исследователи различают культуры Болгарского царства и балкано-дунайскую (Дриду), считая их родственными.

## География

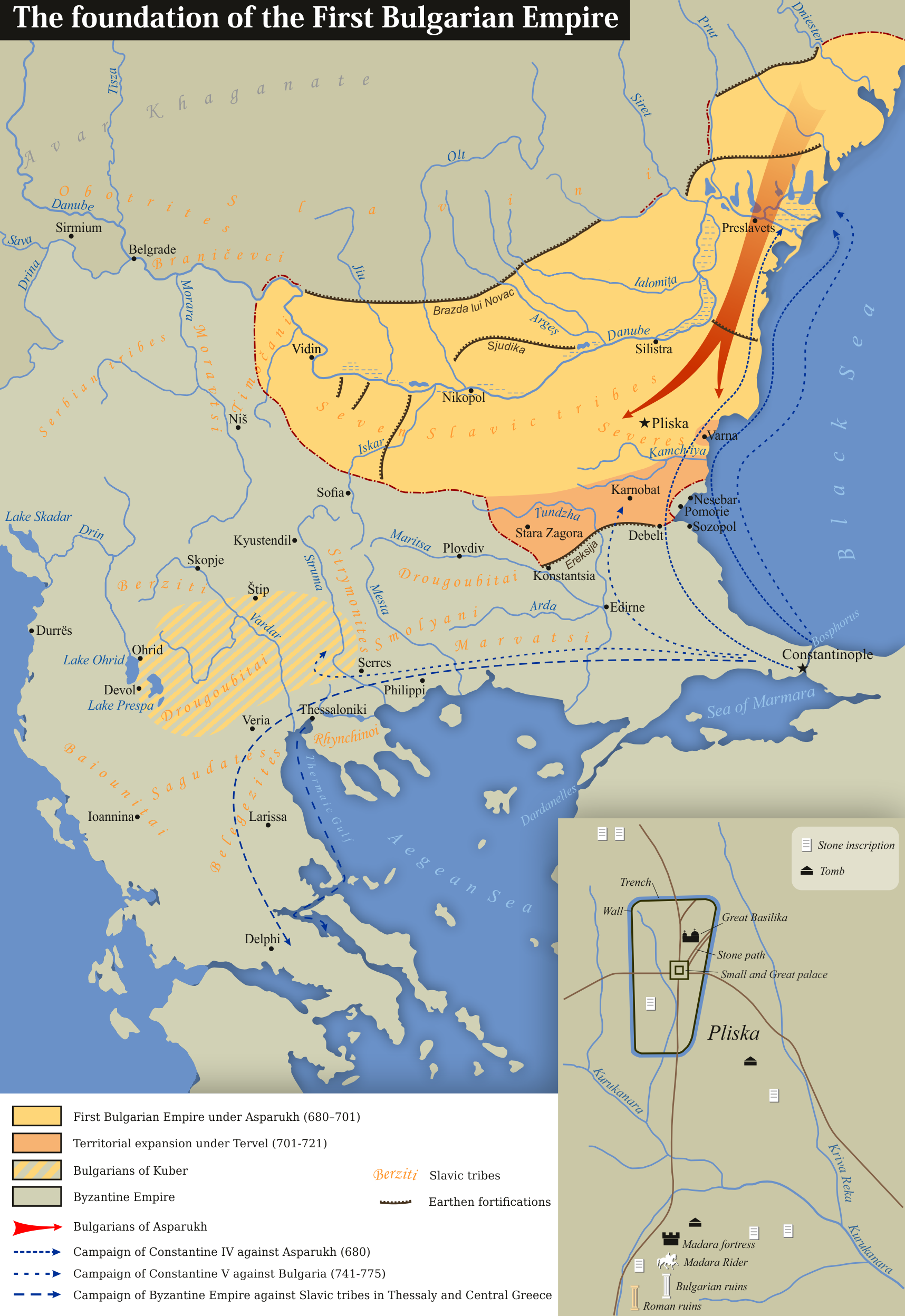
Первое Болгарское царство в VII—VIII веках

Ареал балкано-дунайской культуры в основном соответствует территории Первого Болгарского царства, очерченной в письменных источниках. В зону её распространения входят местности от Карпат до южных склонов Балкан, от Чёрного до Адриатического моря. К северу от Дуная ареал балкано-дунайской культуры охватывает Валахию, центральную и южную части Молдовы, юг Трансильвании (достигая окрестностей Алба-Юлии), средние течения Муреша и Тисы, степи Днестро-Дунайского междуречья вплоть до реки Бык.
Трансильванский локальный вариант культуры Дриду представлен группами памятников Бландиана А (Алба-Юлия — Чумбруд по А. Маджеру) и Буков. М. Комша выделяла памятники типа Буков в особую культуру. Отдельные компоненты культуры Дриду прослеживаются в материалах древнерусских памятников типа Ревно.

## Формирование
М. Комша, предложившая концепцию балкано-дунайской культуры, полагала, что последняя сложилась из элементов романской, славянской, протоболгарской и византийской традиций.
На основании материалов, добытых при раскопках у села Гарван, Ж. Н. Выжарова установила, что славянская керамика Нижнего Подунавья VI—VIII веков обладает формами, характерными для пражско-корчакской, пеньковской и лука-райковецкой культур (локального варианта Хлинча I). Исследователи приписывают славянам следующие группы памятников, выявленных на территории Болгарии: Попина-Гарван, Нова Черна, Раздельна, Вылчедрым-Якимово и Антимово. По мнению Е. Коматаровой-Балиновой, выделить единую раннеславянскую культуру Болгарии не представляется возможным. Согласно И. О. Гавритухину, материалы ранних комплексов Попины близки культуре Луки Райковецкой или пражской финального этапа. Значимую роль в заселении славянами Балкан играли носители культуры Ипотешть-Кындешть-Чурел, о чём свидетельствуют гончарные традиции ряда раннесредневековых поселений Болгарии. В то же время прямую связь между культурами Ипотешть-Кындешть-Чурел и Дриду определить не удаётся.

## Хронология
В зависимости от концептуальных установок учёные по-разному датируют период существования балкано-дунайской культуры. Одни относят её формирование к VIII веку, другие к IX или X. И. Г. Хынку датировал балкано-дунайскую культуру X—XIV веками, однако его точка зрения подверглась критике. Румынские исследователи выделяют ранние балкано-дунайские памятники (VIII—IX веков), соотносимые с лука-райковецкими, в особую культуру Протодриду.

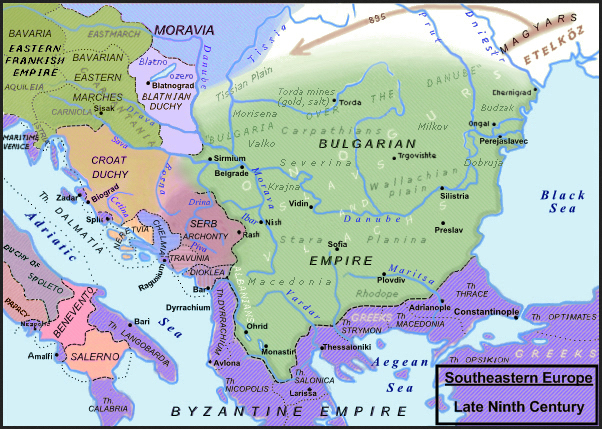
Первое Болгарское царство в конце IX века

В. И. Козлов выделяет три этапа развития балкано-дунайской культуры в Днестро-Дунайском регионе:
- I (конец VIII — середина IX века) — земледельческая колонизация сперва Нижнего Подунавья, а затем Поднестровья. Древности этого времени аналогичны памятникам северо-востока Болгарии и Добруджи;
- II (середина IX — первая половина X века) — формирование сети поселений региона, культурный расцвет. В это время обитатели Поднестровья плотно взаимодействовали с носителями лука-райковецкой культуры;
- III (середина X — начало XI века) — складывание болгарской народности, интервенция кочевников (в основном печенегов)[30].

## Материальная культура

### Поселения
Большинство поселений балкано-дунайской культуры не имело укреплений. Селения концентрировались вдоль крупных рек. Они занимали холмы или террасы в непосредственной близости от источников воды.
Укреплённые поселения часто устраивались на месте прежних римско-византийских крепостей (в частности, на протяжении Дунайского лимеса), при этом повторно использовались античные стройматериалы. Встречаются как каменные фортификации, возведённые в византийской технике, так и деревянные или земляные оборонительные сооружения. В конце VII — начале IX века в Болгарском царстве возводились линейные и замкнутые укрепления, состоявшие из земляных валов и рвов.

### Жилища
Монументальная архитектура представлена лишь в больших городах северо-востока Болгарии (Плиска, Преслав), для балкано-дунайской культуры в целом она нехарактерна. Выявленные жилые постройки делятся на наземные и углублённые (полуземлянки). Наземные жилища (одно- и двухкамерные) возводились из камня или дерева, в Валахии и Добрудже были распространены мазанки. Полуземлянки встречаются как в сельских пунктах, так и в городах. Их стены бывали каменными, кирпичными или деревянными, но чаще — глинобитными на плетневом каркасе. Жилища отапливались при помощи очагов или печей, как правило, сооружённых из камня, реже — из глины. Вне жилищ встречаются бытовые и ремесленные печи, а также разнообразные хозяйственные ямы. Последние попадаются и внутри построек.
В Днестро-Дунайском регионе встречены остатки жилищ «юртообразного» облика и домов с лёгкими фахверковыми стенами.
«Юртообразные» полуземлянки круглой или овальной формы мало походят на реальные юрты и не являются этническим индикатором праболгарского населения.

### Хозяйство
Ключевым маркером балкано-дунайской культуры является сероглиняная лощёная посуда (так называемая керамика типа Б), производившаяся в мастерских Нижнего Подунавья. К югу от Балканских гор, где доминировали византийские культурные традиции, она не встречается. Иной вид посуды (керамика типа А) представляет собой местный вариант керамики дунайского типа, наследующего позднеримские традиции гончарства. Керамика типа А изготавливалась на медленном круге и украшалась врезным орнаментом.

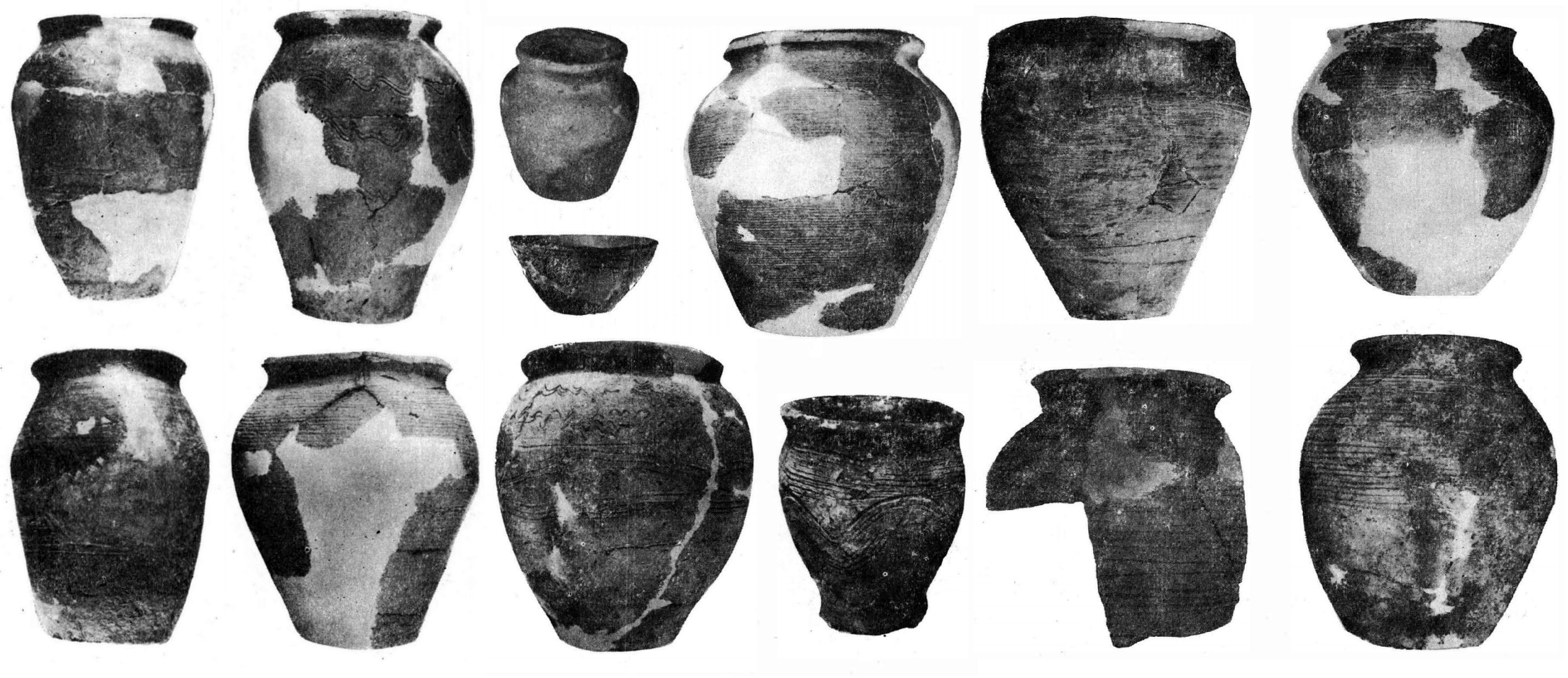
Балкано-дунайская керамика Румынской Молдовы

## Этническая атрибуция

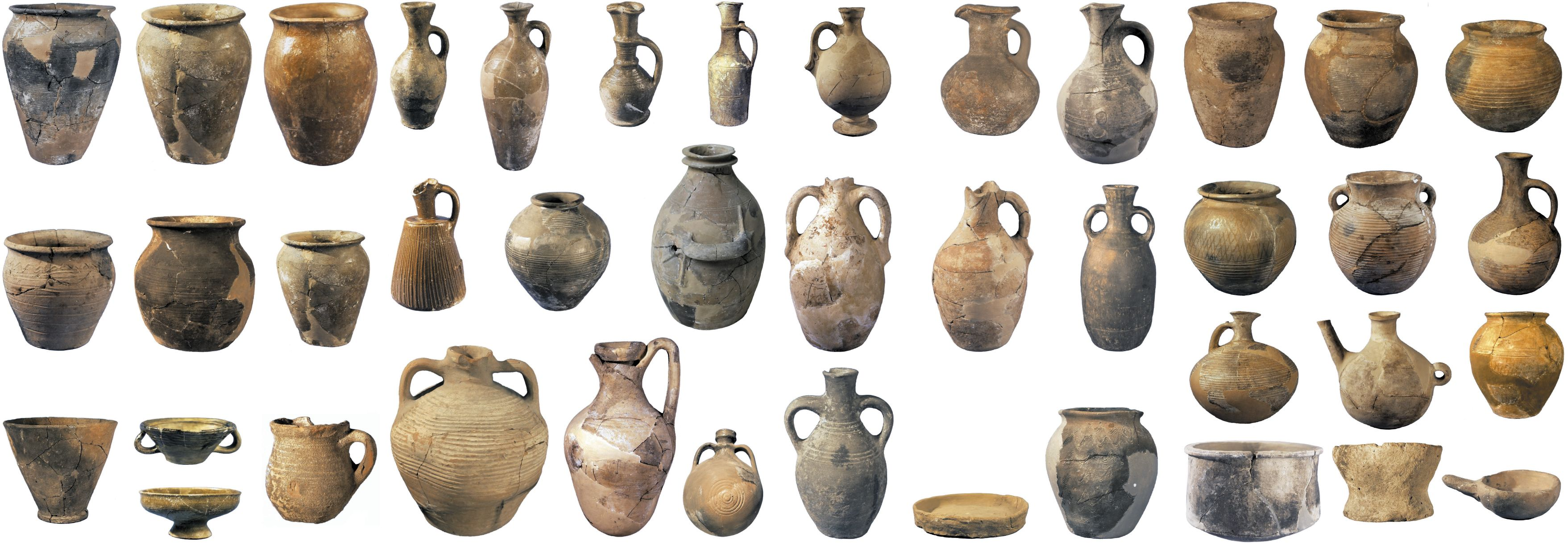
Керамика VIII—X веков из раскопок Плиски

Культура Дриду (балкано-дунайская) считается полиэтничной. Она сложилась под византийским влиянием из романских, славянских и протоболгарских компонентов.